# Eudokija Komnena (kći Aleksija I.)
Eudokija Komnena (grčki Εὐδοκία Κομνηνή; 14. siječnja 1094. — o. 1129.) bila je bizantska princeza; šesto dijete te treća kći bizantskog cara Aleksija I. Komnena (umro 1118.) i carice Irene Duke. Budući da je rođena tijekom vladavine svog oca, bila je princeza Porphyrogénnētē te sestra cara Ivana II. Komnena.
Oko 1109., Eudokija se udala za jednog plemića, koji je možda bio sin Konstantina Iasitesa. Carica Irena dala je poništiti brak svoje kćeri jer Iasites nije poštovao svoju suprugu ni samu caricu. Kad se Eudokija razboljela, Irena ju je poslala u manastir, a Iasitesa je istjerala iz palače. Eudokija i njen muž imali su dvoje djece.
Dok joj je otac umirao, Eudokija je bila uz njega.